# Banngut
Als Banngut oder Bannware bezeichnet man solche Güter, die im Krieg dem Prisenrecht unterliegen, da sie der Kriegführung dienen oder diese unterstützen.

## Beschreibung
Bannware bezeichnet in erster Linie Waffen und Militärfahrzeuge sowie deren Einzelteile und Munition, aber auch andere zur Kriegführung bestimmte Güter sind Bannware, so zum Beispiel Nachrichtentechnik, Uniformen, Treibstoffe sowie Geld, Devisen und Gold. Im Ersten und Zweiten Weltkrieg wurden die Banngutlisten von beiden Seiten stark ausgeweitet, so dass auch die Grundstoffe für die Herstellung chemischer Kampfstoffe, Maschinen zur Herstellung oder Reparatur von Fahrzeugen sowie bedingt auch Nahrungsmittel unter Banngut fielen.